# Parafia św. Bartłomieja Apostoła w Miłakowie
Parafia św. Bartłomieja Apostoła w Miłakowie – parafia rzymskokatolicka, terytorialnie i administracyjnie należąca do diecezji zielonogórsko-gorzowskiej, do dekanatu Kożuchów, erygowana w 1958 roku. W parafii posługują księża diecezjalni.